# Baltamiškis (przystanek kolejowy)
Baltamiškis (ros. Балтамишкис) – przystanek kolejowy w pobliżu miejscowości Baltamiškis, w rejonie elektreńskim, w okręgu wileńskim, na Litwie. Położony jest na linii Wilno – Kowno.